# Harpoceras falciferum
Espèce
Synonymes
- voir paragraphe #Synonymes

Harpoceras falciferum est une espèce d'ammonites de la famille des Hildoceratidae ayant vécu au Jurassique.

## Synonymes
- Ammonites falcifer Sowerby, 1820[1]
- Ammonites mulgravius Young & Bird, 1828[1]
- Harpoceras (Harpoceras) falciferum (Sowerby, 1820)[1]
- Harpoceras concinnum Buckman, 1927[1]
- Harpoceras exiguum Buckman, 1928[1]
- Harpoceras falcifer (Sowerby, 1820)[1]
- Harpoceras falciferoides Buckman, 1927[1]
- Harpoceras falcula Buckman, 1926[1]
- Harpoceras fellenbergi Hug, 1898[1]
- Phaularpites exiguus Buckman, 1928[1]